# Мономахиня
Монома́хиня (ок. 1030/35—1067) — неизвестная по личному имени представительница византийской императорской династии Мономахов, в 1046 году выданная замуж за киевского князя Всеволода Ярославича (1030—1093), мать Владимира Мономаха.

## Биография

### Имя
Варианты личного имени: Анастасия, Мария, Ирина, Феодора или Анна. Синодики Выдубицкого монастыря в Киеве называют супругу Всеволода Анастасией. Версия о «Марии» опирается на сохранившиеся печати. Возможно, одно из имён является предсмертным монашеским. На имя Мономахини может указывать Софийский собор в Киеве, возведённый в середине XI века.

### Происхождение

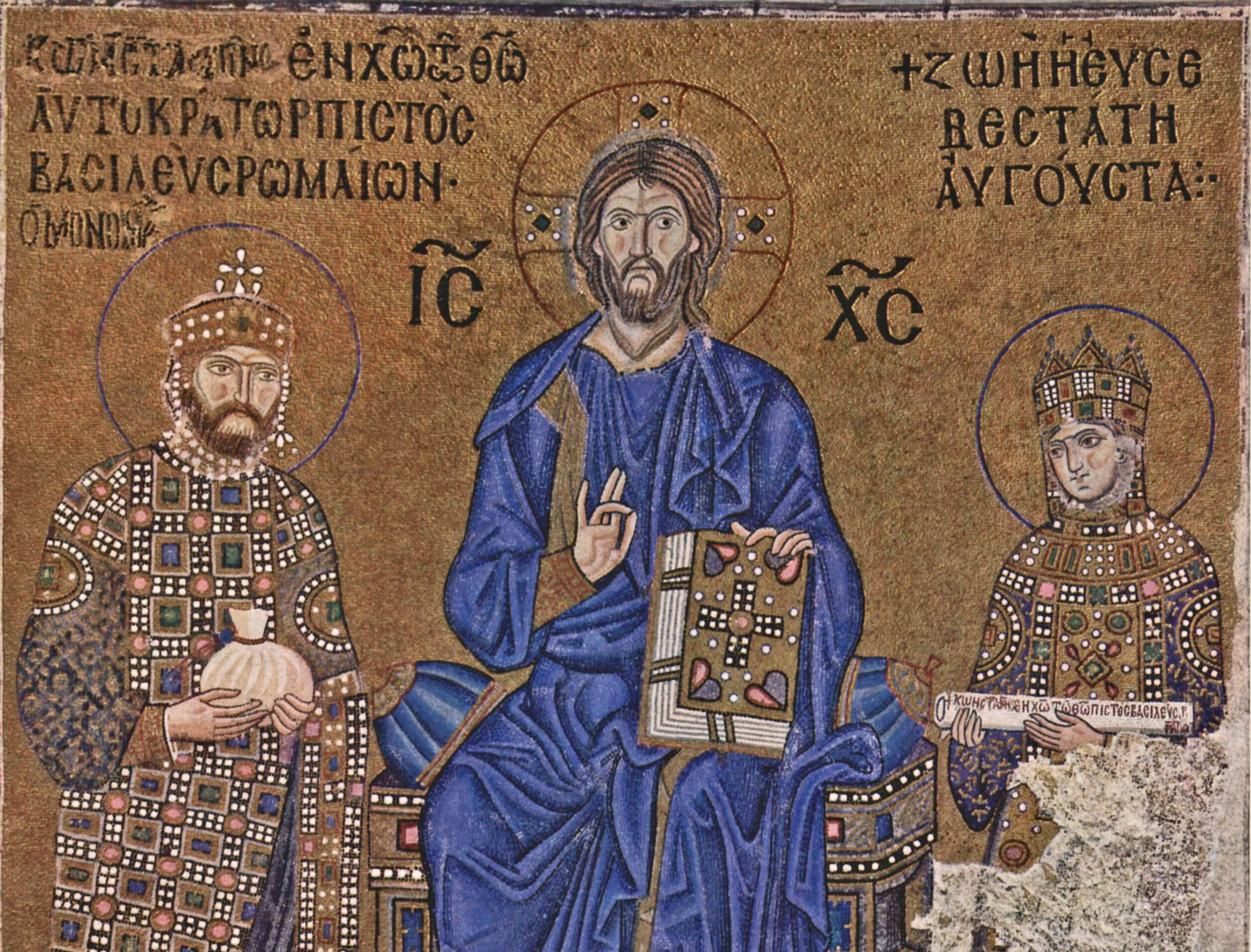
Константин IX и Зоя, венчаемые Христом. Мозаика.

Летопись называет жену Всеволода «греческая царица», «мономахиня», «грекиня», но не называет её имени и происхождения. О ней и её браке не упоминается в византийских источниках. Бесспорно, к роду Мономахов она принадлежала, так как это прозвание унаследовал её сын, а также поскольку именно представитель этого рода правил империей в год её брака.
Точно неизвестно, кто был её родителями. Указывается, что император Константин IX Мономах был её родственником, возможно, отцом, т.к. его семья была вообще крайне малочисленна. Константин являлся единственным представителем рода Мономахов на византийском престоле, и получил трон благодаря своему третьему браку — в 1042 году с немолодой уже императрицей Зоей, брак с которой оставался бездетным. До этого он был женат дважды — имя первой его супруги неизвестно (также бездетна), второй же была Елена Склирена, внучка генерала Варды Склира, племянница императора Романа III Аргира (предыдущего мужа принцессы Зои).
После смерти Елены Склирены император Константин взял в любовницы её кузину Марию Склирену (ум. 1044) и поселил её в императорском дворце параллельно со своим супружеством с Зоей. Также известна его любовница «аланская» принцесса — возможно, Ирина, дочь багратидского князя Дмитрия (ум. 1042, сын Георгия I). Предполагают, что русская невеста была либо законной дочерью от жены Елены Склирены, либо внебрачной от Марии Склирены; однако никаких упоминаний о рождении у Константина детей нет. Происхождение Феофано, её современницы и супруги императора Священной римской империи тоже загадочно — прежде считалось, что она дочь императора, теперь же предполагают, что она также принадлежала к роду Склиров.
Гипотетическое родословное древо
1. Панферий[9][10] (?) Склир (ок. 885—пос.944) + Грегория (ум.пос.933; возможно, внучка Варды — брата императора Василия I)
  1. Константин Склир + София Фокиня (племянница  императора Никифора II Фоки)
    1. Феофано (императрица Священной Римской империи) (?)

  2. Мария Склирена (ок.930—до 971) +  император Иоанн I Цимисхий
  3. Варда Склир (ок.925—991)[11]
    1. Роман + представительница хамданидской династии
      1. магистр Василий Склир (965/73—пос.1033) + Пульхерия Аргиропулина (сестра  императора Романа III Аргира)
        1. Елена Склирена (Пульхерия) (ок.1008—1030/33) +  император Константин IX Мономах

    2. имя неизвестно (брат или сын Романа)
      1. Мария Склирена (1012/17—ок.1045)

### Брак
В 1043 году имел место последний поход Киевской Руси (единственный после крещения) на Константинополь — Русско-византийская война 1043 года. Им командовал сын Ярослава Мудрого — Владимир Ярославич. О причинах похода ведутся споры. В ходе сражения русский флот, пострадавший от греческого огня и разбитый штормом, потерпел поражение и был вынужден отступить. Константин IX получил контрибуцию. Вероятно, в знак заключения мира с Русью Константин выдал «царевну» замуж за другого сына Ярослава, Всеволода, сына принцессы Ингегерды Шведской. Отец Ярослава Мудрого — Владимир Святой — на полвека ранее (ок. 988) женился на Анне, сестре византийского императора, и упомянутая выше императрица Зоя приходилась ей племянницей.
Исследователь русско-византийских отношений пишет:

Малообъяснима также позиция Византии. Если признать, что «в 1043 году победительницей оказалась Византия и в год заключения мира ей ничто ниоткуда не угрожало», то что же принудило Константина Мономаха выдать дочь за Всеволода? (…) Meжду тем в итоге войны 1043 году дочь императора, возможная наследница престола (если принять во внимание преклонный возраст императриц Зои и Феодоры), оказывается супругой четвёртого сына Ярослава — Всеволода, имевшего в то время незначительные шансы когда-либо занять отцовский престол. По нормам дипломатических отношений того времени династический брак в мирное время означал признание равенства и взаимной заинтересованности сторон. Если же брак заключался в итоге военной кампании и был одним из условий мирного договора, естественно предполагать, что это условие выдвинула заинтересованная сторона, а таковой была тогда Русь.— 
При этом, любая принцесса из императорского дома была в тот момент крайне важным лицом в линии престолонаследия Византии, потому что Константин IX Мономах, его жена императрица Зоя и её сестра императрица Феодора были бездетными, и на них Македонская династия, в итоге, и пресеклась, на престол взошёл Михаил VI Стратиотик. Наличие у Константина законной дочери позволило бы выдать её замуж за подходящего кандидата и продолжить династию, однако поскольку этого не произошло, это подтверждает предположения либо о незаконнорожденности Мономахини, либо о весьма её дальнем родстве с Константином.
Информация об этом браке крайне скудна. «Поучение Владимира Мономаха» гласит: 

«Азъ худый, дедомъ своимъ Ярославомъ, благословленымъ, славнымъ, нареченный въ крещении Василий, русьскымь именемь Володимиръ, отцемь взълюбленымь и матерью своею Мьномахы…»— 
 Собственно об этом браке историкам известно лишь по краткой записи под 6567/1053 годом в «Повести временных лет», что «оу Всеволода родися сын Володимиръ от цесарице гречькое» (Ип., 149).
О юном возрасте Мономахини на момент брака говорит тот факт, что первенец у них со Всеволодом родился только спустя 7 лет после бракосочетания. 

#### Дети
1. Владимир Мономах (1053—1125) — унаследовал династическое прозвище по материнской линии.
2. Янка Всеволодовна

После её смерти Всеволод женился второй раз на неизвестной (возможно, половецкой княжне).